# Гімнастика на літніх Олімпійських іграх 1904
Змагання з гімнастики на літніх Олімпійських іграх 1904 у Сент-Луїсі відбулися в липні та жовтні на Френсіс Філд. Змагалися лише чоловіки. Розіграно 11 комплектів нагород у спортивній гімнастиці.
Програма Олімпійських ігор 1904 була розтягнута на кілька місяців і змагання з гімнастики не були винятком. Міжнародний олімпійський комітет вважає обидві групи змагань "олімпійськими":
- International Turners' Championship, що відбувся 1–2 липня, складався з абсолютної першости, тріатлону і командної першости
- Olympic Gymnastics Championships, що відбувся 29 жовтня, складався зі змагань на семи окремих снарядах і комбінованих змагань.

Абсолютна першість була комбінацією гімнастичного триборства і легкоатлетичного триборства. Підсумок командної першости визначався за сумою оцінок в абсолютній першости.
Підсумкова оцінка в комбінації складалася з суми оцінок на паралельних брусах, перекладині, коні та в опорному стрибку.

## Медальний залік
| Дисципліни         | Золото | Срібло | Бронза |
| ------------------ | --- | --- | --- |
| Абсолютна першість | Юліус Ленгарт (AUT) | Вільгельм Вебер (GER)                                                                                         | Адольф Шпіннлер (SUI)                                                                                             |
| Комбінація         | Антон Гайда (USA) | Джордж Ейсер (USA)                                                                                            | Вільям Мерц (USA)                                                                                                 |
| Триборство         | Адольф Шпіннлер (SUI) | Юліус Ленгарт (AUT)                                                                                           | Вільгельм Вебер (GER)                                                                                             |
| Командна першість  | Змішана команда (ZZX) Philadelphia Turngemeinde Джон Ґріб Антон Гайда Макс Гесс Філіп Кассел Юліус Ленгарт (AUT) Ернст Рекевеґ | США (USA) New York Turnverein Еміл Баєр Джон Біссінджер Артур Розенкампфф Джуліан Шміц Отто Штеффен Макс Волф | США (USA) Central Turnverein, Chicago Джон Дюга Чарлз Краузе Джордж Маєр Роберт Мейсак Філіп Шустер Едвард Сіґлер |
| Булави             | Едвард Генніґ (USA) | Еміл Войт (USA)                                                                                               | Ралф Вілсон (USA)                                                                                                 |
| Перекладина        | Антон Гайда (USA) Едвард Генніґ (USA)                                                                                          | не нагороджували                                                                                              | Джордж Ейсер (USA)                                                                                                |
| Паралельні бруси   | Джордж Ейсер (USA) | Антон Гайда (USA)                                                                                             | Джон Дюга (USA)                                                                                                   |
| Кінь               | Антон Гайда (USA) | Джордж Ейсер (USA)                                                                                            | Вільям Мерц (USA)                                                                                                 |
| Кільця             | Герман Ґласс (USA) | Вільям Мерц (USA)                                                                                             | Еміл Войт (USA)                                                                                                   |
| Лазіння по канату  | Джордж Ейсер (USA) | Чарлз Краузе (USA)                                                                                            | Еміл Войт (USA)                                                                                                   |
| Опорний стрибок    | Джордж Ейсер (USA) Антон Гайда (USA)                                                                                           | не нагороджували                                                                                              | Вільям Мерц (USA)                                                                                                 |

## Країни-учасниці
Змагалися 119 гімнастів з 4-х країн.
- Австрія (1)
- Німеччина (7)
- Швейцарія (1)
- США (110)

## Таблиця медалей
| Місце               | Країна                | Золото | Срібло | Бронза | Загалом |
| ------------------- | --------------------- | ------ | ------ | ------ | ------- |
| 1                   | США (USA)             | 10     | 7      | 9      | 26      |
| 2                   | Австрія (AUT)         | 1      | 1      | 0      | 2       |
| 3                   | Швейцарія (SUI)       | 1      | 0      | 1      | 2       |
| 4                   | Змішана команда (ZZX) | 1      | 0      | 0      | 1       |
| 5                   | Німеччина (GER)       | 0      | 1      | 1      | 2       |
| Загалом (5 збірних) | Загалом (5 збірних)   | 13     | 9      | 11     | 33      |